# Luigi Battiferri
Luigi Battiferri (Sassocorvaro près d'Urbino, vers 1600—1610  et mort dans la même ville, après 1682) est un compositeur et organiste italien de la période de la musique baroque.

## Biographie
Luigi Battiferri est prêtre et probablement élève de Girolamo Frescobaldi. De 1650 à 1653, il est maître de chapelle de la Cathédrale de Spolète, lorsqu'il suit Biagio Marini, maître de Chapelle de l'Accademia della Morte, à Ferrare. Dès 1658, il occupe le poste de maître de chapelle de la cathédrale d'Urbino, puis plus tard, il est maître de chapelle de l'Accademia della Morte de Ferrare. En 1665, il est nommé maître de Chapelle de la Cathédrale de Pesaro, et un an après, à Urbino, où est sa résidence principale. En 1669, il est chef d'orchestre de l'Accademia dello Spirito Santo de Ferrare. Un acte notarié de 1682, stipule que Battiferri s'engage à ses frais, pour la construction d'une chapelle dans l'Église de son lieu de naissance, Sassocorvaro.
Quatre des cinq volumes de ses compositions ont été imprimés autour de 1669 à Bologne, par l'éditeur Giacomo Monti. Ils contiennent des Motets et des Ricercari polyphoniques qui marquent la fin de l'école d'orgue de Ferrare. Plusieurs copies des œuvres de Battiferris se trouvent dans les archives de Johann Joseph Fux et de Jan Dismas Zelenka et étaient probablement connues de Bach.

## Œuvres
- Messa et salmi concertati, à 3 voix, basse continue, avec motetti, letanie & Salve regina, à 2 et trois voix et basse continue, op. 2 (Venise, 1642)
- Ricercari, a 4–6, pour orgue, op. 3 (Bologne, 1669)
- Il primo libro de motetti, une voix et basse continue, op. 4 (Bologne, 1669) (BNF 42835102)
  1. De Cruse, incipit : « Vola de libano sponsa Ecclesia »
  2. De Martyre, inc. « Ad arma carnifices »
  3. De Abbate, inc. « Gaudete montes »
  4. De Maria Virgine, inc. « Quis te non Iaudet »
  5. De Apostolo, inc. « Laetare fides »
  6. De Virgine non martyre, inc. « O quam polchra est casta generatio »
  7. De Sanctissimo, inc. « Ave panis angelorum »
  8. De communi confessorum pontificum, inc. « E gredimini fidelos »
  9. De Virgine martire, inc. « Quae est ista quae assendit immortalis »
  10. In festo nativitatis Domini, inc. « Ecre signum magnum »
- Il secondo libro de motetti, une voix et basse continue, op. 5 (Bologne, 1669) (BNF 42835103)
  1. In festo resurrectionis Domini, inc. « Gaudia iubila »
  2. In festo Mariae Virginis, inc. « En Virgo praduc Iarissima »
  3. In festo santissime Pentecostes, inc. « Obstupescite caeli »
  4. In festo S. Stephani Protha martinis, inc. « Stabat beatissimus Stephanus »
  5. In festo unius martiris, inc. « Ite barbari infidelos »
  6. In festo ascensionis Domini, inc. « Ascensio Domini »
  7. In festo unius confessoris pontificis, inc. « Clama necesses Vinea Dominie Iecta »
  8. In festo Sancti Francisci, inc. « Quis est hic cuius diem »
  9. In morte Christi Dominivu Inerati, inc. « Venti agiles loves Zeffiri »
  10. In festo Sancti Benedicti, inc. « Pulsate timpana »
- Il terzo libro de motetti, une voix et basse continue, op. 6 (Bologne, 1669) (BNF 42835104)
  1. Pro apostolo, inc. « Eia voces rumpite »
  2. Pro comune Virginum et Martyrum, inc. « Venite flores martyrum »
  3. Procomuna unius martyris pontificis, inc. « Caeli civos accurrite »
  4. Pro Maria Virgine, inc. « Salve sancta Virgo »
  5. Pro sancto Antonio Patavino, inc. « Venite videte clamate »
  6. Pro Cruce, inc. « I am umbre recedunt »
  7. Pro martyre, inc. « Ad veros triumphos »
  8. Pro sanctissimo, inc. « O Domine Iesu accende cor meun »
  9.  Pro Maria Virgine, inc. « Ut goid Domina » 
  10. Pro omei tempora, inc. « Ubi es cor meum »

## Partitions modernes
- Ricercari, op. 3, éd. G. G. Butler, American institute of musicology/Hänssler-Verlag, coll. « Corpus of early keyboard music » (no 42) , 1981 (BNF 42835105)

## Discographie
- Vola de Libano : motets et ricercare - Luigi Battiferri, voix ; Sacro & Profano, dir. Marco Mencoboni et clavecin (1999, E Lucevan le stelle Records) (OCLC 605940591)
- « Ricercare secundo », dans La flûte à bec italienne - Amsterdam Loeki Stardust Quartet (25-27 novembre 1987, L'Oiseau-Lyre 430 246-2) (OCLC 25457109)